# Yuri Ruley
Yuri Zane Ruley (ur. 3 czerwca 1976 w Tacoma w stanie Waszyngton) – amerykański perkusista grający w punk-rockowym zespole MxPx.
W 1992, gdy wciąż uczęszczał do szkoły założył z kolegami (Mike Herrera, Andy Hunsted) formację MxPx. Jego żona ma na imię Katie, pobrali się w 2001 roku w Montrealu. Aktualnie mieszkają w Bremerton.